# Fútbol Club Andorra (fútbol sala)
La sección de fútbol sala del Fútbol Club Andorra, participa en la 2ª División de la LNFS. Es el único equipo no perteneciente al territorio español que participa en dicha competición. Disputa sus partidos en el Polideportivo D'Andorra localizado en Andorra La Vieja.